# A Dangerous Game (film, 1941)
Pour les articles homonymes, voir A Dangerous Game.
Pour plus de détails, voir Fiche technique et Distribution.
A Dangerous Game est un film américain réalisé par John Rawlins, sorti en 1941.

## Fiche technique
- Réalisation : John Rawlins
- Scénario : Larry Rhine, Ben Chapman, Maxwell Shane
- Producteur : Ben Pivar
- Photographie : Stanley Cortez
- Montage : Ray Curtiss
- Genre : Comédie[1]
- Musique : Hans J. Salter
- Production : Universal Pictures
- Durée : 62 minutes
- Date de sortie : 22 août 1941

## Distribution
- Richard Arlen : Dick Williams
- Andy Devine : Andy McAllister
- Jean Brooks : Anne Bennett
- Edward Brophy : Bugsy
- Marc Lawrence : Joe
- Rudolph Anders : Dr. Fleming
- Richard Carle : Agatha - alias Mooseface Hogarty
- Andrew Tombes : Silas Biggsby
- Tom Dugan : Clem
- Vince Barnett : Ephriam
- Mira McKinney : Mrs. Hubbard